# Avaray
Avaray ist eine französische Gemeinde mit 680 Einwohnern (Stand: 1. Januar 2022) im Département Loir-et-Cher in der Region Centre-Val de Loire; sie gehört zum Arrondissement Blois und zum Kanton La Beauce. 

## Geographie
Die Gemeinde Avaray liegt an der Loire und an der Grenze zum Département Loiret, etwa 22 Kilometer nordöstlich von Blois am Rande der Beauce. Umgeben wird Avaray von den Nachbargemeinden Séris im Nordwesten und Norden, Lestiou im Norden und Nordosten, Tavers im Nordosten und Osten, Saint-Laurent-Nouan im Osten und Süden, Courbouzon im Süden und Westen sowie Mer im Westen und Nordwesten.

## Bevölkerungsentwicklung
| Jahr                       | 1962 | 1968 | 1975 | 1982 | 1990 | 1999 | 2011 | 2021 |
| -------------------------- | ---- | ---- | ---- | ---- | ---- | ---- | ---- | ---- |
| Einwohner                  | 397  | 491  | 466  | 481  | 514  | 577  | 716  | 699  |
| Quellen: Cassini und INSEE |      |      |      |      |      |      |      |      |

## Sehenswürdigkeiten
- Kirche Notre-Dame
- Schloss

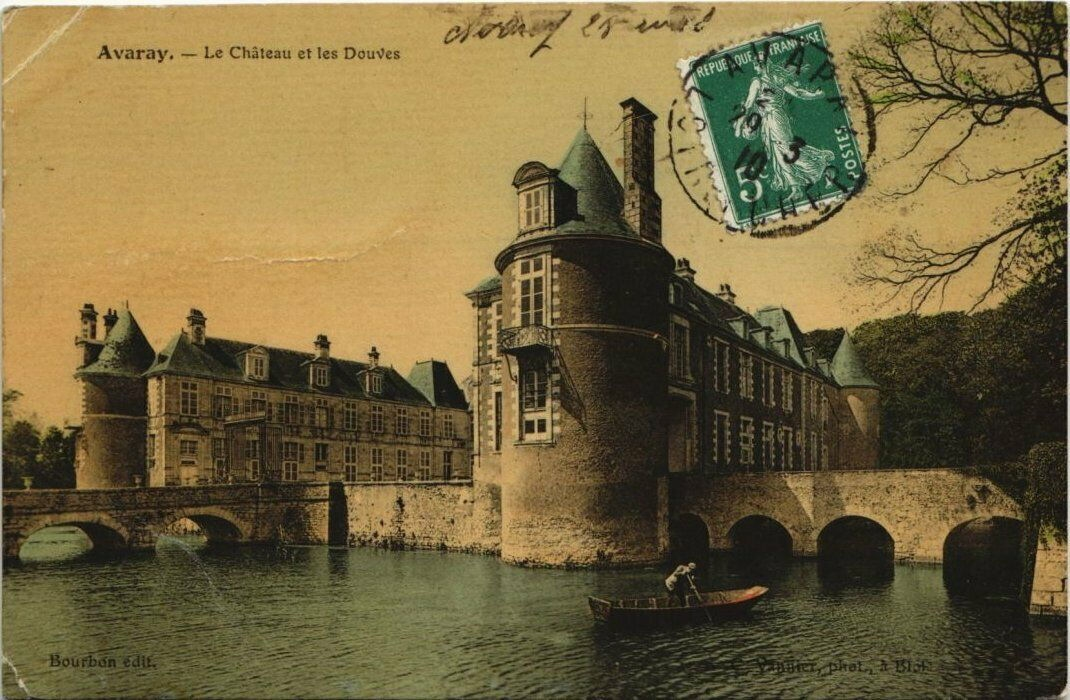
Schloss Avaray um 1910
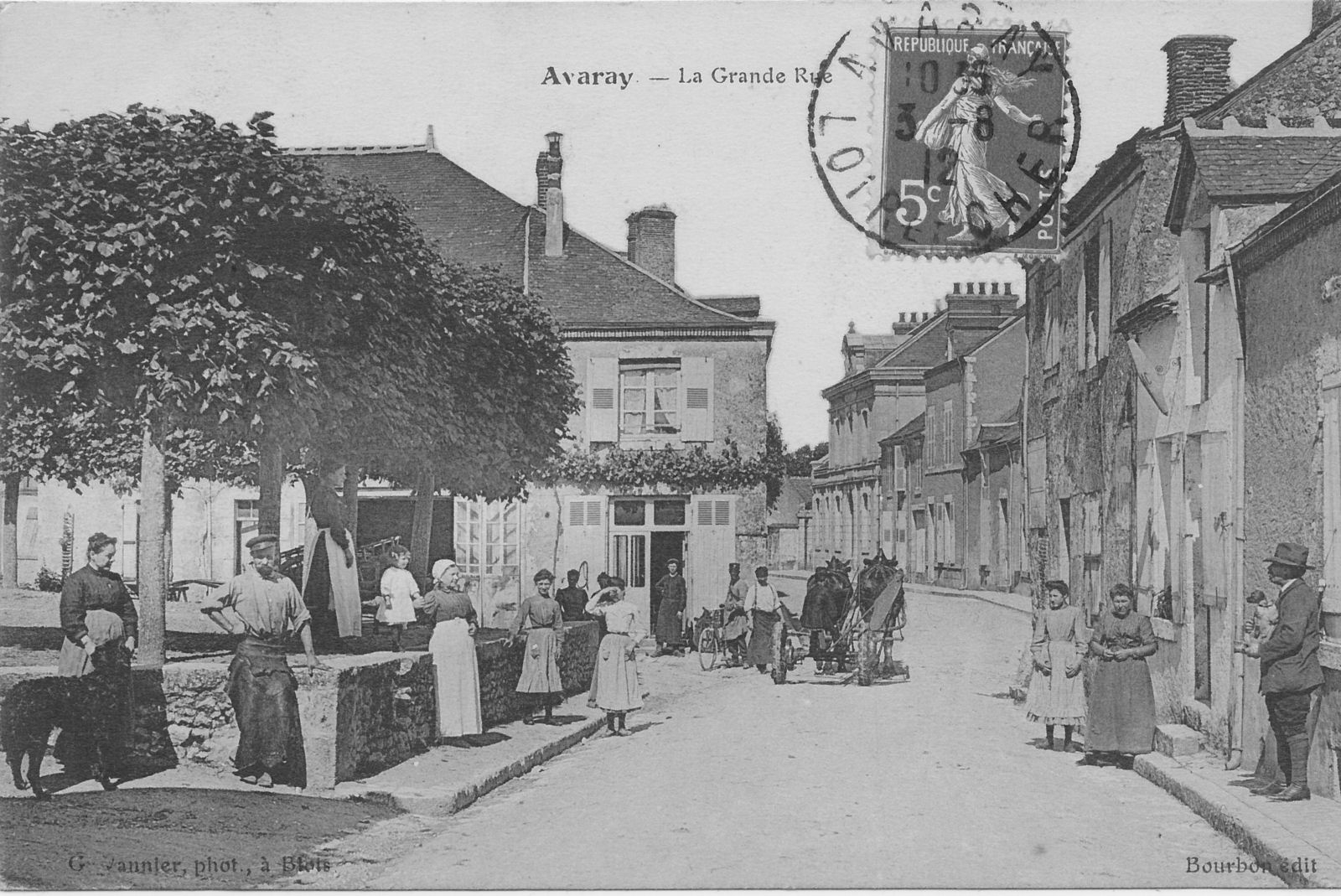
Hauptstraße in Avaray 1912